# Sée-floden
Sée er en 78 km lang flod i Manche departementet i Normandiet. Den har sit udspring ved Sourdeval og løber ud i Den engelske kanal i bugten ved Mont Saint-Michel i Avranches, tæt ved mundingen af Sélune-floden. 
En anden by ved Sée er Brécey.